# Sint-Matthiaskerk (Oploo)

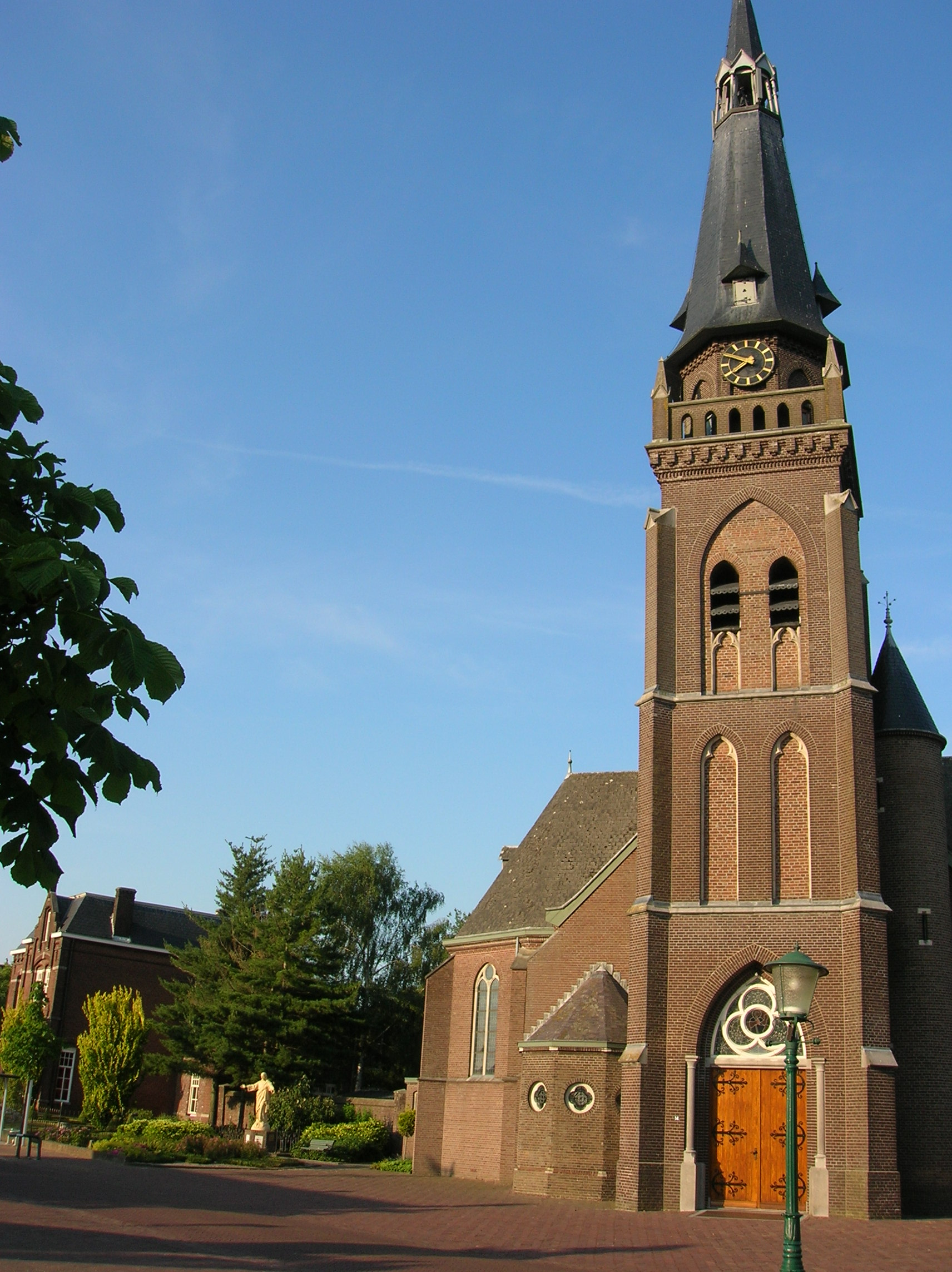
Sint-Matthiaskerk

De Sint-Matthiaskerk is de parochiekerk van de tot de Noord-Brabantse gemeente Land van Cuijk behorende plaats Oploo, gelegen aan de Grotestraat 15.

## Geschiedenis
In 1501 werd een aan Sint-Matthias gewijde kapel in gebruik genomen. Deze werd in 1648 gesloten en genaast door de protestanten. Aangezien er in Oploo geen protestanten waren ging de kapel op slot. Al in 1672 mochten de katholieken de kapel weer gebruiken. In 1730 werd een parochie gesticht en in 1732 werd een schuurkerk in gebruik genomen. Deze stond naast de kapel. In 1831 werd de kapel afgebroken en werd een nieuwe kerk gebouwd waarin een deel van de schuurkerk was opgenomen. Dit was een waterstaatskerk die vooral neogotische stijlelementen vertoonde. In 1890 werd een koor en een transept toegevoegd en 1929 werd de kerk vergroot naar ontwerp van Hendrik Christiaan van de Leur.
Hoewel de kerk met sluiting werd bedreigd is hij (2024) nog steeds als kerk in gebruik.

## Gebouw
Het betreft een in hoofdzaak neogotisch gebouw met twee transepten en een voorgebouwde toren.